# یوهین تایوانی
یوهین تایوانی (نام علمی: Yuhina brunneiceps) نام یک گونه از سرده یوهین است.